# الحبيل (إب)
حبيل الشاهري أو الحبيل، إحدى قرى الجمهورية اليمنية. وهي تتبع جغرافيًا وإدارياً ل مديرية النادرة محافظة إب. يبلغ تعداد سكانها 1358 نسمة حسب الإحصاء الذي جرى عام 2004.